# Kim Kang-min
Kim Kang-min (en hangul, 김강민), es un actor surcoreano.

## Carrera
Es miembro de la agencia Mystic Actors (미스틱스토리).
En diciembre de 2019 se unió al elenco recurrente de la serie Hot Stove League (también conocida como "Stove League") donde dio vida a Lee Chang-kwon, un miembro del equipo de "Vikings".
En marzo de 2020 se unió al elenco recurrente de la popular serie Hospital Playlist donde interpretó a uno de los internos del departamento de cirugía general del "Yulje Medical Center".
En octubre del mismo año se unió al elenco recurrente de la serie Tale of the Nine Tailed donde dio vida a Pyo Jae-hwan, un joven empleado de la estación de radiodifusión "TVC Station" y el asistente del director de producción.
El 10 de diciembre del mismo año se unió al elenco principal de la serie web Growing Season donde interpretó a Park Soo-ha, el novio de Kang Ha-young (Kim Chae-eun).
El 22 de enero de 2021 se unió al elenco principal de la serie web To My Star donde dio vida a Han Ji-woo, un chef que no quiere desviarse del "camino recto", hasta el final de la serie el 5 de febrero de 2021.
En noviembre del mismo año se unió al elenco recurrente de la serie School 2021 donde interpretó a Ji Ho-seong, un joven sincero con muchos sueños.

## Filmografía

### Series de televisión
| Año     | Título                        | Personaje              | Notas                   | Ref.          |
| ------- | ----------------------------- | ---------------------- | ----------------------- | ------------- |
| 2019    | My Uncle is Audrey Hepburn    | Estudiante             | Drama Stage Season 3    |               |
| 2019-20 | Hot Stove League              | Lee Chang-kwon         |                         |               |
| 2020    | Hospital Playlist             | Im Chang-min           |                         |               |
| 2020    | She Knows Everything          | Bae Jin-woo            |                         |               |
| 2020    | Record of Youth               | Aspirante a modelo     | Ep. 2                   |               |
| 2020    | Tale of the Nine Tailed       | Pyo Jae-hwan           | 8 episodios             |               |
| 2021    | TV Cinema - F20               | Seo Do-hoon            | Drama Special Season 12 |               |
| 2021    | Dark Hole                     | Min-gyu                | Invitado, ep. 2         |               |
| 2021    | At A Distance Spring Is Green | exnovio de Gong Mi-joo | Invitado                |               |
| 2021    | So Not Worth It               | Kang Jun-yeong         |                         |               |
| 2021    | Hospital Playlist 2           | Im Chang-min           |                         |               |
| 2021-22 | School 2021                   | Ji Ho-seong            |                         | [ 8 ] [ 9 ]   |
| 2022    | Golden Spoon                  | Park Jang-goon         |                         | [ 10 ]        |
| 2023    | Family                        | Kwon Ji-hoon           |                         | [ 11 ]        |
| 2025    | El sinuoso camino del derecho | Ji Guk-hyun            |                         | [ 12 ] [ 13 ] |

### Series web
| Año     | Título         | Personaje    | Notas        |
| ------- | -------------- | ------------ | ------------ |
| 2020    | Half-Fifty     | Lee Geun-nam | 8 episodios  |
| 2020-21 | Growing Season | Park Soo-ha  | 12 episodios |
| 2021    | To My Star     | Han Ji-woo   | 9 episodios  |

### Películas
| Año  | Título     | Personaje  | Notas                                                              |
| ---- | ---------- | ---------- | ------------------------------------------------------------------ |
| 2021 | To My Star | Han Ji-woo | junto a Son Woo-hyun, Kong Jae-hyun, Jeon Jae-yeong y Kim Jin-kwon |

## Premios y nominaciones
| Año  | Premios   | Categoría              | Trabajo                                    | Resultado |
| ---- | --------- | ---------------------- | ------------------------------------------ | --------- |
| 2021 | KBS Drama | Mejor actor de reparto | School 2021                                | Nominado  |
| 2021 | KBS Drama | Mejor actor de reparto | Drama Special Season 12: "TV Cinema - F20" | Nominado  |